# Cimetière de Saint-Paul-de-Vence
Le cimetière de Saint-Paul-de-Vence se trouve sur une hauteur de Saint-Paul-de-Vence, célèbre village des Alpes-Maritimes fréquenté par les artistes. Il est disposé de chaque côté le long d'une allée en descente, la chapelle se trouvant au milieu ainsi que le calvaire. Il offre une vue remarquable sur les collines provençales.

## Historique
Tout comme les remparts à proximité, le cimetière est classé au titre des monuments historiques par décret du 20 février 1945.

## Personnalités inhumées
- Marc Chagall, né Moïse Chagalov (1887-1985), peintre[2]
- Ida Rubinstein (1885-1960), danseuse[3]
- Aimé Maeght (1906-1981), collectionneur[4]